# Mohammad Asghar
Mohammad Asghar (30. září 1945 Péšávar – 16. června 2020) byl velšský politik. Narodil se ve městě Péšávar v Britské Indii (v dnešním Pákistánu). Po dokončení studií na zdejší univerzitě odjel do Walesu a usadil se v Newportu. Zde se stal členem Konzervativní strany, později se stal členem Welsh Labour a následně Plaid Cymru. Od roku 2007 zasedal ve Velšském národním shromáždění za východní část jižního Walesu. Na postu nahradil Laura Anne Jones, která byla členkou shromáždění od roku 2003.